# 固始机场
固始机场，始建于民国时期，是位于河南省固始县的临时小型军用机场。曾停留过不少战机，并驻扎有中国人民解放军空军雷达部队。后空军缩编，机场被废弃，跑道现已不存。